# 귀스타브샤를마리 뮈텔

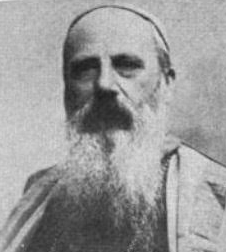

귀스타브샤를마리 뮈텔(프랑스어: Gustave-Charles-Marie Mutel, 1854년 ~ 1933년)은 프랑스 출신의 성직자로 조선에 파송되어 일제강점기중에 활동한 로마 가톨릭교회 선교사이다. 한국이름은 민덕효(閔德孝)로 알려져 있다. 민족적 우월감이 강했고 친일 행위을 했던 대표적인 인물이다.
밀로스의 명의주교(1890~1923)로 서품되었으며 모푸스에스티아의 명의주교(1923~1926) 이어서 라티아리아의 명의 대주교를 지냈다. 1890년부터 1933년까지 조선대목구, 경성대목구의 대목구장을 지냈다.

## 활동
1881년 조선에 와서 선교에 힘썼다. 1885년 파리 대학 학장이 되어 돌아갔다가, 1890년 제8대 조선 교구장이 되어 다시 조선에 왔다. 조선 가톨릭 교회의 확립을 위해 힘썼으며, 신학교를 창설하고, 명동성당 등을 건립하였다. 한문에 능하였고, 순교자의 공적을 조사하였으며, 가톨릭 교회의 자료를 수집·보존하는 데 힘을 기울였다. 1906년 경향신문을 발간하였고, <황사영 백서>를 프랑스어로 번역하였다. 뮈텔 주교는 대한성공회와도 관련이 있는데, 성공회신문에 실린 뮈텔주교의 글에 따르면 한국에 오는 배에서 대한 성공회 3대교구장인 마크 트롤로프(한국명 조마가)주교를 만났다고 한다.

## 부정적 평가
뮈텔의 일기와 편지를 번역한 한국교회사연구소 설립자이자 천주교회의 원로인 최석우 신부에 따르면, 뮈텔은 조선인들에 대해 차별적인 우월의식이 있었으며, 동양의 미개한 지역에 와서 봉사한다고 생각해 조선인 성직자마저 동역자로 인식하지 않았다고 한다.
2011년 한국교회사연구소가 개최한 심포지엄에서는, 뮈텔을 비롯한 프랑스 선교사들이 항일 의병들을 약탈자와 산적에 비유하고 3·1 운동에 참여하였던 대신학생들을 퇴학시키는 등 조선인 신자들의 독립운동 등 현실참여를 봉쇄하고 오직 신앙만을 강조했으나 정작 자국의 국가적 위기인 제1차 세계대전 때는 다르게 행동했던 사실을 지적하였다.
1909년 안중근이 이토 히로부미를 저격하는 거사를 수행할 당시, 뮈텔은 안중근을 일방적으로 출교하고 그와 로마 가톨릭교회의 관계를 전면 부정하였으며, 처형을 앞두고 종부성사를 위해 프랑스인 사제를 보내달라는 안중근과 그 일가족의 요청을 외면하였을 뿐 아니라, 자발적으로 안중근을 찾아가 종부성사를 집행한 프랑스 선교사 니콜라조세프마리 빌렘을 징계하는 등의 행각을 벌인 사실이 그의 일기를 통해 밝혀졌다. 뮈텔은 안중근의 의거를 ‘살인행위’로 단죄하고 이토 히로부미를 추모하는 모임에 참석하기도 했다.

## 긍정적 평가
- 조선교구 교구장 뮈텔 주교는 교세를 신장시키며 한국천주교회의 발전에 크게 공헌하였다.[4]

- 뮈텔 주교는 정교분리정책을 고수하면서 한국인의 독립운동을 막고자 노력한 인물이었다.[5]

## 같이 보기
- 그레고리오 세스페데스
- 병인양요
- 을사조약#체결 직후
- 광복회

## 참고 자료
- 이 문서에는 다음커뮤니케이션(현 카카오)에서 GFDL 또는 CC-SA 라이선스로 배포한 글로벌 세계대백과사전의 내용을 기초로 작성된 글이 포함되어 있습니다.